# ذي شرارة (الشعر)

تعديل مصدري - تعديل

ذي شرارة محلة تابعة لقرية دارذى بر، التابعة لعزلة الا ملؤك بمديرية الشعر إحدى مديريات محافظة إب في الجمهورية اليمنية، بلغ تعداد سكانها 27 حسب تعداد اليمن لعام 2004.